# Gare de Chalandray
Gare de Chalandray vasútállomás Franciaországban, Chalandray településen.

## Vasútvonalak
Az állomást az alábbi vasútvonalak érintik:
- Neuville-de-Poitou-Bressuire-vasútvonal

## Kapcsolódó állomások
A vasútállomáshoz az alábbi állomások vannak a legközelebb: